# Metal Camp
Il Metal Camp è stato un festival heavy metal organizzato annualmente in estate.
Nato nel 2002 a Vienna e che, dal 2004, si svolge a Tolmino, Slovenia, sul fiume Isonzo presso il confine con l'Italia.
Il Magic Circle Festival 2010, con headliner i Manowar e HolyHell e Metalforce come band di supporto, si terrà all'edizione 2010 del Metalcamp, l'11 luglio 2010. Subito prima dell'esibizione dei Manowar verrà trasmessa la finale del campionato mondiale di calcio.

## 2002
24 agosto
Nightwish, After Forever, Hypocrisy, Sodom, Tiamat, Visions of Atlantis, Edguy, Darkwell, Vanitas, Dew-Scented, Charon, Tanqeray, Vargskriket, Seeds Of Sorrow, Sanguis, Hollenthon, Impurity, Prospect

## 2003
23-24 agosto
Blind Guardian, Saxon, Paradise Lost, In Flames, Napalm Death, Destruction, Amon Amarth, Within Temptation, Die Apokalyptischen Reiter, Finntroll, Amorphis, Graveworm, Naglfar, Mystic Circle, God Dethroned

## 2004
20-21 agosto
Danzig, Apocalyptica, Hypocrisy, Sentenced, Primal Fear, Destruction, Katatonia, Brainstorm, Dew-Scented, Dark Funeral, Dead Soul Tribe, Vintersorg, Fleshcrawl, Finntroll, Mnemic, Green Carnation, Prospect, Ektomorf, Belphegor, Ancient, Noctiferia.

## 2005
24-26 giugno
| Venerdì                                                                    | Sabato                                                                                           | Domenica                                                                             |
| -------------------------------------------------------------------------- | ------------------------------------------------------------------------------------------------ | ------------------------------------------------------------------------------------ |
| Slayer HammerFall Yngwie Malmsteen In Extremo Noctiferia Betzefer Suidakra | Soulfly Obituary J.B.O. Kataklysm Ektomorf Morgana Lefay Graveworm Hatesphere Belphegor Eminence | Anthrax Children of Bodom Therion Dissection Disbelief Exciter Prospect The Duskfall |

Nel secondo stage Thunderstorm, Possession, Endless Pain, Arkenemy, Amnesia, Chaoswave, Irreverence, Reapers  e tanti altri. Gli Exciter non hanno suonato l'ultimo giorno come annunciato dal tabellone ma il 25 giugno come headliner del secondo stage.

## 2006
21-23 luglio
| Venerdì                                                                                     | Sabato | Domenica                                                             |
| ------------------------------------------------------------------------------------------- | --- | -------------------------------------------------------------------- |
| Amon Amarth Hypocrisy Arch Enemy Jon Oliva's Pain Nevermore Deathstars Decapitated Scaffold | Dimmu Borgir Testament My Dying Bride Soilwork Wintersun Evergrey One Man Army and the Undead Quartet Heaven Shall Burn Excelsis | Opeth Kreator Edguy Kataklysm Gorefest Cataract Mystic Prophecy Mely |

## 2007
16-20 luglio
| Lunedì                                                                                           | Martedì                                                                          | Mercoledì                                                                         | Venerdì                                                                                                | Sabato                                                                                           |
| ------------------------------------------------------------------------------------------------ | -------------------------------------------------------------------------------- | --------------------------------------------------------------------------------- | --- | ------------------------------------------------------------------------------------------------ |
| Sepultura Dead Soul Tribe One Man Army and the Undead Quartet Converge Prospect Sadist Animosity | Doro Dismember Korpiklaani Die Apokalyptischen Reiter Disillusion Vreid Deadlock | Kreator Satyricon Pain Unleashed Graveworm The Vision Bleak In Slumber Leviathane | Motörhead Cradle of Filth Ensiferum Threshold Dew-Scented Born from Pain Eluveitie Noctiferia Sardonic | Immortal Blind Guardian Sodom The Exploited Grave Digger Aborted Krypteria Exterminator Eventide |

## 2008
4-8 luglio
Primo palco
| Venerdì                                                                                 | Sabato | Domenica                                                                         | Lunedì                                                                  | Martedì                                                                         |
| --------------------------------------------------------------------------------------- | --- | -------------------------------------------------------------------------------- | ----------------------------------------------------------------------- | ------------------------------------------------------------------------------- |
| In Extremo In Flames Carcass Six Feet Under Wintersun October File Penitenziagite Artas | Amon Amarth Iced Earth Apocalyptica Meshuggah Finntroll Legion of the Damned Tankard Mercenary The Sorrow Perishing Mankind | Opeth Ministry Helloween Behemoth Korpiklaani Brainstorm Evergrey Hacride Herfst | Morbid Angel Soilwork Rage Sahg Mystic Prophecy Misery Speaks Nightmare | Arch Enemy Subway to Sally Eluveitie Volbeat Onslaught Biomechanical In Slumber |

Gli Eluveitie registrano la data dell'8 luglio nell'album Live @ Metalcamp 2008.
Secondo palco
| Venerdì | Sabato | Domenica | Lunedì | Martedì                                                       |
| --- | --- | --- | --- | ------------------------------------------------------------- |
| Alestorm Catamenia Hate Silent Shout Bejelit Forced Evolution Reek Of Death ArseA Devastating Enemy Sertycon Sadako | Dark Fortress Tankard Gorilla Monsoon Dead Beyond Buried Nailed Coil Planet Rain Abstinenz Mechanical God Creation Attica Rage Creature Before the Dawn Batina | Drone Marduk Sybreed Textures Fear My Thoughts Skyforger Muilaff Ceremony of Opposites Outrage Dawn of Torture Necropsy Mosfet Colsnapp | Exterminator Zyanide At the Lake Moltencore Distorted Impalament Damnation Defaced Human Cluster Ragespect | Orden Ogan Cripper Lacerator Layment Titana Thraw Inmate Mora |

## 2009
2-8 luglio

Main Stage

| Venerdì                                                             | Sabato                                                                             | Domenica                                                                                              | Lunedì                                                                  | Martedì                                                                                         |
| ------------------------------------------------------------------- | ---------------------------------------------------------------------------------- | --- | ----------------------------------------------------------------------- | ----------------------------------------------------------------------------------------------- |
| Nightwish Kataklysm Death Angel Keep of Kalessin Alestorm Hackneyed | Belphegor Blind Guardian Testament Satyricon Sodom Suidakra Hollenthon Attica Rage | Dimmu Borgir Deathstars Amon Amarth Lamb of God Legion of the Damned Sonic Syndicate Graveworm Hatred | Down Hatebreed Dragonforce Napalm Death Destruction Vader Negură Bunget | Kreator Edguy My Dying Bride Die Apokalyptischen Reiter Mystic Prophecy Extrema Sons Of Seasons |

Second stage
| Venerdì | Sabato | Domenica | Lunedì | Martedì                                                                                          |
| --- | --- | --- | --- | ------------------------------------------------------------------------------------------------ |
| Embrio Sufosia Centaurus-a Radwaste Morphyn Always Fallen Sacraea Saturna Atrum Infernum Beneath Dying Skies Mora | Evolve Soziedad Alkoholika Hellsaw Visions of Atlantis Hastur Incubus Dreams Scarred Myrah Nihilo 4XistenZ Fjaell | Aborted Dark Realm Shadow Cry Omophagia Carach Angren Gonoba Union Sundown Contaminant Just Swallow Embryonic Rude Forefathers | Warbringer All Frail Rejects Mordenom D-Swoon Stormcrow All Remains Insane Disease Illusion Vulvathrone Inmate Locracy | Siege Of Cirrah T.A.N.K. Illune Mosfet Thorns of Ivy Black Curtains A New Dawn Keller Little Ann |

## 2010
05-11 luglio

In grassetto gli headliner

Main stage

| Martedì | Mercoledì                                                                             | Giovedì                                                                                    | Venerdì                                                                          | Sabato                                                                            | MCF                                                                           |
| --- | ------------------------------------------------------------------------------------- | ------------------------------------------------------------------------------------------ | -------------------------------------------------------------------------------- | --------------------------------------------------------------------------------- | ----------------------------------------------------------------------------- |
| Korpiklaani Soulfly Cannibal Corpse Six Feet Under Under Nevermore Crowbar Dornenreich Enforcer Lost Dreams | DevilDriver Equilibrium Overkill Leaves' Eyes Arkona Trail of Tears Sadist Vulvatrone | Ex Deo Behemoth Eluveitie The Exploited Epica Decapitated Suicidal Angels Demonical Gonoba | Sabaton Hammerfall Paradise Lost Sonata Arctica Obituary Ensiferum Varg Abstinez | Steelwing Immortal Finntroll Dark Tranquillity Exodus Heidevolk Insomnium D-Swoon | Who Am I Manowar Arch Enemy Kamelot Holyhell Virgin Steel Metalforce Croswind |

Second stage
| Lunedì                                | Martedì                       | Mercoledì                                   | Giovedì                      | Venerdì                                 | Sabato                                    |                                                                                   |
| ------------------------------------- | ----------------------------- | ------------------------------------------- | ---------------------------- | --------------------------------------- | ----------------------------------------- | --------------------------------------------------------------------------------- |
| Noctiferia Negligence Bilocate Illune | Metsatöll Semifinali concorso | Ashes You Leave Lujuria Semifinali concorso | Rotting Christ Deströyer 666 | The Devils Blood Omega Lithium Aceldama | Kalmah Enochian Theory WM Finale 3º posto | Rude Forefathers Replica Vaalnor Eat your Brains Arsea Agharti WM Finale 1º posto |

## 2011
11 - 17 luglio

Ordine in scaletta da annunciare
| 11 - 17 luglio                                                                                | | |                                                                     | |                                                                        |
| Main stage                                                                                    | | |                                                                     | |                                                                        |
| Slayer Brujeria Blind Guardian Amorphis Trollfest The Ocean Kalmah Cold Snap Watain Thaurorod | Death Angel Moonspell Airbourne Milking the Goatmachine Ava Inferi Winterfyllet Bulldozer Avatar Alestorm Vanderbuyst | Arch Enemy Die Apokalyptischen Reiter Mercenary In Extremo In Solitude Abinchova Achren Ritam Nereda Imperium Dekadenz | Deicide Kreator Mastodon Evile Serenity Kylesa Beholder Arkona Hate | Accept Virgin Steel Varg Suicidal Angels October File Powerwolf Heaven Grey Vulture Industries Brezno | Taake Visions Of Atlantis Moonsorrow Brainstorm Wintersun Rising Dream |

| 11 - 17 luglio |
| Second stage |
| Black Dynamite (Slovenia) Bejelit (Italia) Dark Reflexions (Austria) Dark Sphere (Slovenia) Deadend In Venice (Germania) Doomed (Slovenia) Halor (Ungheria) Harmanic (Austria) Hellcats (Slovenia) Illuminata (Austria) Kaledon (Italia) Morana (Slovenia) Outrage (Austria) Scorned (Austria) Siege Of Cirrah (Austria) The Scourge (Slovenia) Use Less (Slovenia) Warlike Deathstrike (Germania) |

N.B.: il Second stage sarà un palco dedicato interamente alle band emergenti.